# Hrabstwo Twiggs

Piramida wieku hrabstwa

Hrabstwo Twiggs (ang. Twiggs County) – hrabstwo w stanie Georgia, w Stanach Zjednoczonych. Z gęstością 8,3 os./km² należy do najsłabiej zaludnionych hrabstw Georgii.

## Nazwa
Nazwa hrabstwa pochodzi od nazwiska Johna Twiggsa (1750−1816), generała, bohatera rewolucji amerykańskiej, gubernatora Georgii.

## Geografia
Według spisu z 2010 obszar całkowity hrabstwa obejmuje powierzchnię 362,95 mil2 (940 km²), z czego 360,29 mil2 (933 km²) stanowią lądy, a 2,66 mil2 (7 km²) stanowią wody. Według szacunków United States Census Bureau w roku 2010 miało 9 023 mieszkańców. Jego siedzibą administracyjną jest Jeffersonville.

### Miejscowości
- Allentown
- Danville
- Jeffersonville

### Sąsiednie hrabstwa
- Hrabstwo Wilkinson, Georgia (północny wschód)
- Hrabstwo Laurens, Georgia (południowy wschód)
- Hrabstwo Bleckley, Georgia (południe)
- Hrabstwo Houston, Georgia (południowy zachód)
- Hrabstwo Bibb, Georgia (zachód)
- Hrabstwo Jones, Georgia (północny zachód)